# Bregmaceros
Bregmaceros is een geslacht van straalvinnige vissen uit de familie van doornkabeljauwen (Bregmacerotidae). Het geslacht is voor het eerst wetenschappelijk beschreven in 1840 door Thompson.

## Soorten
- Bregmaceros arabicus D'Ancona & Cavinato, 1965
- Bregmaceros atlanticus Goode & Bean, 1886
- Bregmaceros bathymaster Jordan & Bollman, 1890
- Bregmaceros cantori Milliken & Houde, 1984
- Bregmaceros houdei Saksena & Richards, 1986
- Bregmaceros japonicus Tanaka, 1908
- Bregmaceros lanceolatus Shen, 1960
- Bregmaceros mcclellandi Thompson, 1840
- Bregmaceros nectabanus Whitley, 1941
- Bregmaceros neonectabanus Masuda, Ozawa & Tabeta, 1986
- Bregmaceros pescadorus Shen, 1960
- Bregmaceros pseudolanceolatus Torii, Javonillo & Ozawa, 2004
- Bregmaceros rarisquamosus Munro, 1950
- Bregmaceros cayorum Nichols, 1952